# Lijst van Curaçaose ministers van Justitie
De minister van Justitie van Curaçao is lid van de ministerraad van Curaçao. Het ambt bestaat sinds 10 oktober 2010 toen het eilandgebied Curaçao, na de opheffing van de Nederlandse Antillen, een land werd binnen het Koninkrijk der Nederlanden.
| N.º | Naam             | Kabinet              | Periode                   | Partij | Opmerkingen                                                 |
| --- | ---------------- | -------------------- | ------------------------- | ------ | ----------------------------------------------------------- |
| 1   | Elmer Wilsoe     | Schotte              | 10-10-2010 t/m 29-09-2012 | PS     |                                                             |
| 2   | Stanley Betrian  | Betrian (interim)    | 29-09-2012 t/m 31-12-2012 |        | tevens premier                                              |
| 3   | Daniel Hodge     | Hodge (zakenkabinet) | 31-12-2012 t/m 07-06-2013 |        | tevens premier                                              |
| 4   | Nelson Navarro   | Asjes                | 07-06-2013 t/m 31-08-2015 |        | Officieel onafhankelijk maar naar voren geschoven door PAIS |
| 4   | Nelson Navarro   | Whiteman I           | 31-08-2015 t/m 30-11-2015 |        | Officieel onafhankelijk maar naar voren geschoven door PAIS |
| 4   | Nelson Navarro   | Whiteman II          | 30-11-2015 t/m 23-12-2016 |        | Officieel onafhankelijk maar naar voren geschoven door PAIS |
| 5   | Ornelio Martina  | Koeiman              | 23-12-2016 t/m 24-03-2017 | PNP    |                                                             |
| 6   | Gilmar Pisas     | Pisas I (interim)    | 24-03-2017 t/m 29-05-2017 | MFK    | tevens premier                                              |
| 7   | Quincy Girigorie | Rhuggenaath          | 29-05-2017 t/m 10-06-2021 | PAR    |                                                             |
| (6) | vacant           | Pisas II             | interim                   | MFK    | waargenomen door Gilmar Pisas                               |
| 8   | Shalten Hato     | Pisas II             | 18-03-2022 t/m heden      | MFK    |                                                             |